# Quảng trường Nation
| Quảng trường Nation | Quảng trường Nation |
| ------------------- | ------------------- |
|                     |                     |
| Quận                | Quận 11, 12         |
| Đường kính          | 252 m               |
| Đặt tên             | 2 tháng 7 năm 1880  |
|                     |                     |
|                     |                     |
| Quảng trường Nation |                     |

Quảng trường Nation nằm ở phía đông thành phố Paris, ranh giới Quận 11 và Quận 12. Nation là một trong những quảng trường lớn của thành phố, tập trung nhiều mối giao thông quan trọng. Tên tiếng Pháp của quảng trường này là Place de la Nation, có nghĩa Quảng trường Dân tộc.
| Métro Paris | Bến tàu điện ngầm: Nation |

Quảng trường Nation có đường kính khoảng 252 mét. Nằm đối xứng với quảng trường Charles-de-Gaulle qua trung tâm thành phố, đây là một trong những điểm giao thông quan trọng nhất của Paris, tập trung nhiều con đường và tuyến giao thông công cộng. Quảng trường cũng là qua điểm gần như bắt buộc để từ trung tâm về ngoại ô phía đông.
Được trồng nhiều cây xanh, trên quảng trường Nation còn có một vài công trình. Cạnh quảng trường, hai cây cột cao 28 mét, bên trên đặt tượng vua Philippe Auguste và vua Saint Louis. Giữa quảng trường có bức tượng Le Triomphe de la République bằng đồng của nhà điêu khắc Aimé-Jules Dalou. Tác phẩm này được đặt ở đây vào năm 1889, kỷ niệm 100 năm Cách mạng Pháp. Bức tượng ban đầu bằng thạch cao, nhưng sau được thay thế bằng bức tượng đồng.
Là một trong những quảng trường rộng nhất Paris, Nation cũng là nơi thường có những lễ hội. Ngày 22 tháng 6 năm 1963, tạp chí Salut les copains tổ chức một buổi hòa nhạc với sự tham gia của Johnny Hallyday, Richard Anthony, Eddy Mitchell, Frank Alamo... đã thu hút hơn 150 ngàn khán giả.

## Lịch sử
Khu vực quảng trường Nation vốn là một bãi rộng. Vào ngày 26 tháng 8 năm 1660, một ngai vàng được dựng ở đây để đón vua Louis XIV và Marie-Thérèse từ Saint-Jean-de-Luz trở về Paris sau lễ cưới. Vì vậy nó có tên Quảng trường Trône, tiếng Pháp trône có nghĩa là ngai vàng.
Năm 1785, bức tường Thuế quan (Fermiers généraux) được xây dựng để kiểm soát hàng hóa vào Paris đi qua khu vực này. Trong thời kỳ Cách mạng Pháp, sau quảng trường Bastille, đây là nơi đặt máy chém. Quảng trường được đổi tên thành Quảng trường Trône-Renversé, có nghĩa quảng trường Ngai vàng sụp đổ.
Khi đó quảng trường còn là một bãi đất hoang vắng. Hai cây cột cao bên trên đặt hai bức tượng của vua Philippe Auguste và vua Saint Louis, tác phẩm của kiến trúc sư Claude Nicolas Ledoux. Phần phía nam, nơi bóng dâm gần tòa nhà cũng do Claude Nicolas Ledoux xây, máy chém được đặt. Không ít nhân vật danh tiếng bị xử tử ở đây, trong đó có nhà thơ André Chénier vào ngày 25 tháng 7 năm 1794. Thi thể của họ được chôn cất tại nghĩa địa Picpus, hiện nay nằm tại Quận 12.
Vào dịp quốc khách Pháp năm 1880, quảng trường được đổi tên thành Quảng trường Nation, có nghĩa quảng trường Quốc gia. Trong đầu thế kỷ 20, rất nhiều lễ hội được tổ chức ở đây. Vào ngày chủ nhật, những người dân ở ngoại ô gần đó tới vui chơi, giải trí bên những ki ốt âm nhạc.

## Giao thông
Trạm giao thông công cộng ở quảng trường là bến Nation, một trong những trạm tàu điện ngầm lớn nhất của Paris. Bến Nation là điểm giao của RER tuyến A và tàu điện ngầm các tuyến số 1, 2, 6 và 9. Ở trên quảng trường còn có các trạm xe buýt 26, 56, 57, 86, 351 cùng hai tuyến buýt ban đêm Noctilien: N11 và N33.
Ngang với quảng trường Charles-de-Gaulle, quảng trường Nation là điểm gặp nhau của 12 con đường:
- Đại lộ Trône
- Đại lộ Taillebourg
- Đại lộ Bouvines
- Phố Tunis
- Đại lộ Philippe Auguste
- Đại lộ Voltaire
- Phố Faubourg Saint-Antoine
- Đại lộ Diderot
- Đại lộ Dorian
- Phố Jaucourt
- Phố Fabre d'Eglantine
- Đại lộ Bel-Air